# Derrinturn
Derrinturn (forma anglicizzata) o Doire an tSoirn (in irlandese, lett. "legno di quercia della fornace") è una cittadina nella contea di Kildare, in Irlanda.